# Prawo Moore’a

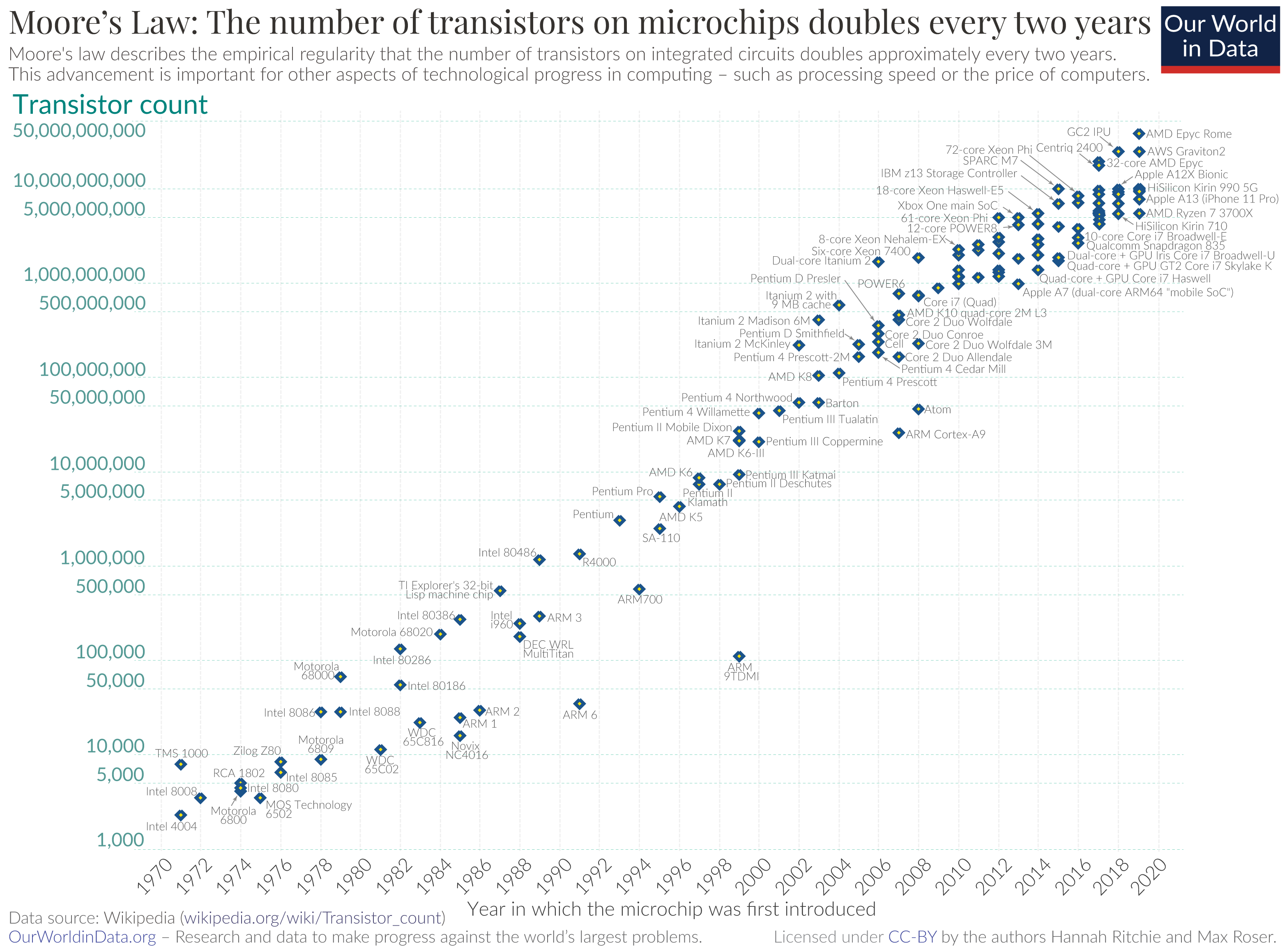
Wzrost liczby tranzystorów w procesorach w latach 1971–2019

Prawo Moore’a – prawo empiryczne, wynikające z obserwacji, że ekonomicznie optymalna liczba tranzystorów w układzie scalonym zwiększa się w kolejnych latach zgodnie z trendem wykładniczym (podwaja się w niemal równych odcinkach czasu). Autorstwo tego prawa przypisuje się Gordonowi Moore’owi, jednemu z założycieli firmy Intel, który w 1965 r. zaobserwował podwajanie się liczby tranzystorów co ok. 18 miesięcy.
Liczba ta była następnie korygowana i obecnie przyjmuje się, że liczba tranzystorów w mikroprocesorach od wielu lat podwaja się co ok. 24 miesiące. Na zasadzie analogii, prawo Moore’a stosuje się też do wielu innych parametrów sprzętu komputerowego, np. pojemności dysków twardych czy wielkości pamięci operacyjnej.

## Zakres znaczenia
Termin ten jest też używany do określenia praktycznie dowolnego postępu technologicznego. „Prawo Moore’a”, mówiące że „moc obliczeniowa komputerów podwaja się co 24 miesiące”, jest nawet popularniejsze od oryginalnego prawa Moore’a.
Podobnie (z innym okresem) mówi się o:
- stosunku mocy obliczeniowej do kosztu
- liczbie tranzystorów w stosunku do powierzchni układu scalonego
- rozmiarach pamięci RAM
- pojemności dysków twardych
- przepustowości sieci komputerowych

Nie wszystko jednak podlega tak rozszerzonemu prawu Moore’a, np. czas dostępu dla pamięci komputerowej, dysków twardych czy sieci komputerowych maleje powoli, pomimo rosnącej ich przepustowości. W niewielkim stopniu spadły też ceny typowych komputerów, ich rozmiar czy pobór mocy.

## Granice prawa Moore’a
Jednym z głównych powodów, dzięki któremu ten wykładniczy wzrost jest możliwy, jest stosowanie coraz mniejszych elementów w procesie fabrykacji. Współcześnie dominują technologie 7 i 5 nm, podczas gdy we wczesnych latach 90. używano technologii 500 nm. Należy jednak pamiętać, że wielkości te są tylko oznaczeniem procesu produkcyjnego, a faktyczna wielkość współczesnych tranzystorów jest około 10 razy większa. Biorąc pod uwagę fizykę klasyczną rozmiary te nie mogą zmniejszać się bez końca – granicę stanowi tutaj rozmiar atomów, a kolejnym ograniczeniem jest prędkość światła w próżni wyznaczająca górną granicę dla prędkości przesyłania informacji. W 2016 roku międzynarodowa grupa naukowców z Niemiec, Japonii i USA stworzyła tranzystor składający się zaledwie z jednej cząstki Ftalocyjaniny otoczonej dwunastoma atomami Indu mający średnice zaledwie 0.167nm, co zostało określone jako twardy limit prawa Moore’a. Większość prognostów, wraz z Gordonem Moore’em uważa, że koniec prawa Moore’a nastąpi około roku 2025. Dyrektor naczelny Nvidia Jensen Huang w 2022 ogłosił, że prawo Moore’a już jest nieaktualne, jednak dyrektor naczelny Intela Pat Gelsinger parę dni później stwierdził, że to nieprawda.

## Po osiągnięciu granicy
Nawet jeżeli wymienione powyżej problemy pozostaną rozwiązane (nowe procesy litograficzne, użycie innych półprzewodników), zawsze można spodziewać się wystąpienia innych problemów w wytwarzaniu szybkich układów scalonych oraz wysokich kosztów. Dlatego już teraz trend całego przemysłu komputerowego jest skierowany ku tworzeniu układów wieloprocesorowych (lub wielordzeniowych) i przetwarzaniu równoległym (stosowanym do tej pory w wydajnych serwerach i superkomputerach). Również ta forma przedłużenia prawa Moore’a ma swoje granice w postaci prawa Amdahla i wysokich opóźnień w dostępie do danych (np. w pamięci RAM, tzw. ściana powolnej pamięci). Również dużym problemem obecnych technologii jest duży pobór prądu i wydzielane ciepło (rosnące wraz z częstotliwością pracy układów).